# Jean Poirier
Pour les articles homonymes, voir Jean Poirier (homonymie) et Poirier (homonymie).
Jean Poirier (né le 17 janvier 1950 à Ottawa, Ontario) est un homme politique franco-ontarien (canadien). Il était un membre libéral de l'Assemblée législative de l'Ontario de 1984 à 1995.
Il fut élu dans la législature ontarienne le 13 décembre 1984 lors d'une élection partielle, battant le candidat Progressiste-conservateur par moins de 2000 votes.
Il a obtenu le Prix Séraphin-Marion en 2001.